# La Casa (Landes)
La Casa (en francès Parleboscq) és un municipi francès situat al departament de les Landes i a la regió de la Nova Aquitània.
El municipi actual resultà de la unió el 1789 de les set parròquies de Sant Cric de Gavarret, Sarran, Sent Martin d'Esperons, Maurans, Sent Andriu de Boau, Sent Miquèu de la Bala i Muran. El municipi, desestimant l'impropi topònim de Parleboscq, pren el seu nom del castell que hi ha al mig del terme municipal.

## Demografia
| 1962                                       | 1968 | 1975 | 1982 | 1990 | 1999 | 2007 |
| ------------------------------------------ | ---- | ---- | ---- | ---- | ---- | ---- |
| 601                                        | 653  | 554  | 541  | 550  | 504  | 512  |
| Des de 1962: població sense dobles comptes |      |      |      |      |      |      |

## Administració
| Període   | Identitat     | Partit |
| --------- | ------------- | ------ |
| 2001-2008 | Jean Niney    |        |
| 2008-     | Serge Tintané |        |